# Maria Sagardoy
Maria Sagardoy var en spansk kvinna som 1534 blev föremål för en undersökning om häxeri. 
Maria Sagardoy kom från byn Aezcoa i Navarra. År 1534 arresterades hon och fängslades i Pamplona, anmäld för att ha skadat människor och djur med hjälp av gift, paddor, spindlar och döda kroppsdelar. Detta räknades som häxeri, men det nämns ingenting om trolldom, häxsabbater eller Djävulen. Det var den första häxprocessen i Navarra sedan häxjakten i Navarra. Hon förnekade alla anklagelser och det fattades därför beslut om tortyr. Av oförklarade anledningar tycks myndigheterna ha släppt henne innan tortyren kunde verkställas. När myndigheterna åter sökte henne, meddelade hon att hon var gravid och därför enligt lag inte kunde torteras. Myndigheterna krävde då att hon undersöktes av en barnmorska. Det tycks som om barnmorskan bekräftade hennes graviditet, för det nämns inget mer om fallet. 